# Azana
Azana is een muggengeslacht uit de familie van de paddenstoelmuggen (Mycetophilidae).

## Soorten
- A. anomala (Stæger, 1840)
- A. corsicana Coher, 1995
- A. flavohalterata Strobl in Czerny & Strobl, 1909
- A. nigricoxa Strobl, 1898
- A. palmensis Santos Abreu, 1920